# آلن وادله
آلن وادله (انگلیسی: Alan Waddle؛ زادهٔ ۹ ژوئن ۱۹۵۴) بازیکن فوتبال سابق حرفه‌ای انگلیس که در پست مهاجم بازی می‌کرد. اولین بازی حرفه‌ای او در باشگاه فوتبال هالی‌فکس تاون بود.
از باشگاه‌هایی که در آن بازی کرده‌است می‌توان به باشگاه فوتبال لیورپول، باشگاه فوتبال هارتل پول یونایتد، و باشگاه فوتبال نیوپورت کانتی، باشگاه فوتبال سوانزی سیتی، باشگاه ورزشی الوکره، باشگاه فوتبال لستر سیتی، باشگاه فوتبال گلاستر سیتی، باشگاه فوتبال منزفیلد تاون، باشگاه فوتبال پیتربورو یونایتد، باشگاه فوتبال هارتل پول یونایتد، و باشگاه فوتبال سوانزی سیتی اشاره کرد.